# Ai+BAND
Ai+BAND（アイ・バンド）は、2002年に結成された日本のバンドである。

## 経歴
- 2001年、Aiが台湾と日本を拠点に歌手活動を開始。
- 2002年、台湾限定ミニアルバム「ZERO HOUR」をSOPHIAの都啓一、wyseの拓磨によるプロデュースによりリリース。
12月、Ai+BANDを結成。
- 2003年1月、「Ai+BAND」として6か月連続リメイクシングルリリース。
- 2005年3月、アルバム「KEEP ON SMILE」リリース。
- その後、ボーカルのAiが台湾での活動も本格化したため、公式発表もないまま「Ai+BAND」は活動休止となる。

## メンバー
- Ai（あい、1978年3月27日 - ）:ボーカル 血液型O型 静岡県富士郡芝川町(現富士宮市)出身
- 本田毅（ほんだ たけし、1961年12月31日 - ）- ギター 東京都台東区出身 PERSONZでも活動中。
- 森純太（もり じゅんた、1965年3月10日 - ）- ギター 大分県別府市出身 JUN SKY WALKER(S)
- 川添智久（かわぞえ ともひさ、1964年1月30日 - ）- ベース 宮崎県宮崎市出身 元LINDBERG
- 川西幸一（かわにし こういち、1959年10月20日 - ）- ドラムス 広島県江田島市大柿町出身 UNICORN・元ジェット機

## ディスコグラフィー

### Ai(小愛)
1. Zero Hour （2002年5月26日） 
優しい雨(温柔的雨) - words & music:拓磨
もっと！！(更多) - words:愛、拓磨／music:拓磨
CRY FOR THE MOON - words:愛、拓磨／music:都啓一
Time - words:愛、拓磨／music:都啓一

台湾限定発売。都啓一（SOPHIA）、拓磨（wyse）プロデュース。

### シングル
1. DEAR FRIENDS （2003年1月29日）
PERSONZのカバー。渡邉貢（PERSONZ）プロデュース。
2. BELIEVE IN LOVE （2003年2月26日）
LINDBERGのカバー。 川添智久プロデュース。
3. すてきな夜空 （2003年3月26日）
JUN SKY WALKER(S)のカバー。 森純太プロデュース。
4. RASPBERRY DREAM （2003年4月23日）
REBECCAのカバー。 土橋安騎夫（REBECCA）プロデュース。
5. Hello! Orange Sunshine （2003年5月21日）
JUDY AND MARYのカバー。 恩田快人（元 JUDY AND MARY）プロデュース。
6. I'M GETTIN' BLUE （2003年6月25日）
ZIGGYのカバー。 Ai+BANDプロデュース。
7. ハッピィ(*^o^*)SUNDAY （2004年3月17日）
オリジナル楽曲。 川添智久プロデュース

### アルバム
1. Hello! We are AI+BAND!! （2003年8月20日）
1. BYE+BYE
2. BELIEVE IN LOVE
3. FLY...
4. ちぎれそうな夜
5. Hello!Orange Sunshine
6. 青空
7. すてきな夜空
8. RASPBERRY DREAM
9. 終わりのない恋
10. I'M GETTIN' BLUE
11. 数え切れないTenderness
12. DEAR FRIENDS
2. FIGHTING GIRL☆☆ （2004年9月15日）
1. FIGHTING GIRL☆☆
2. TOMORROW
3. 4月11日。
4. LITTLE WING
5. 遠い空の向こう側
6. 「ありがとう」~to all my best friends
3. KEEP ON SMILE （2005年3月16日）
1. I Don't give up
2. KEEP ON SMILE
3. グレープフルーツMOON
4. でもね…
5. 僕は今日もまた歩きつづける
6. つないだ右手
7. Jumping Party!!
8. LOVE MOTION

### DVD
1. アイバンドビデオ×2 （2004年11月17日）
ビデオクリップ集。
2. Ai+BAND TOUR 2005 "KEEP ON SMILE"～ハッピィ(*^o^*)SUNDAY Birthday☆Party Vol.2～ （2005年6月8日）
ツアーライヴDVD。